# Zorzines convexa
Zorzines convexa là một loài bướm đêm trong họ Noctuidae.